# 埃松河畔拉讷维尔
埃松河畔拉讷维尔（法語：La Neuville-sur-Essonne，法語發音：[la nøvil syʁ ɛsɔn]）是法国卢瓦雷省的一个市镇，属于皮蒂维耶区。

## 地理
埃松河畔拉讷维尔（48°11'13"N, 2°22'33"E）面积9.19 平方千米，位于法国中央-卢瓦尔河谷大区卢瓦雷省，该省份为法国中北部省份，北起埃松省，西北接厄尔-卢瓦省，西南接卢瓦-谢尔省，南至涅夫勒省和谢尔省，东临约讷省，东北接塞纳-马恩省。
与埃松河畔拉讷维尔接壤的市镇（或旧市镇、城区）包括：欧奈拉里维耶尔、埃希勒塞、埃斯图伊、日夫赖讷、格朗热尔蒙、埃松河畔翁德勒维尔、耶夫尔城。

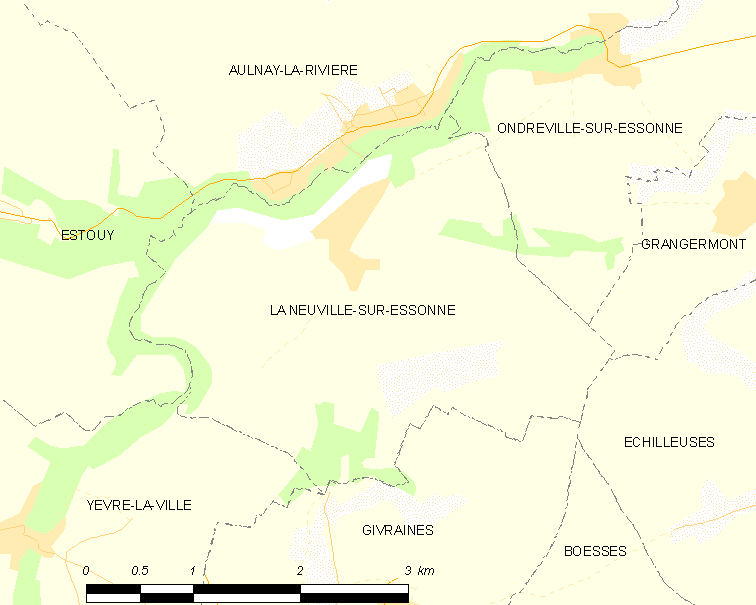
埃松河畔拉讷维尔的OSM定位图

埃松河畔拉讷维尔的时区为UTC+01:00、UTC+02:00（夏令时）。

## 行政
埃松河畔拉讷维尔的邮政编码为45390，INSEE市镇编码为45225。

## 政治
埃松河畔拉讷维尔所属的省级选区为勒马勒塞布瓦县。

## 人口

1962-2008年间埃松河畔拉讷维尔人口变化图示

埃松河畔拉讷维尔于2022年1月1日时的人口数量为345人。